# أولغا غوراميشفيلي نيكولادزه
أولغا غوراميشفيلي نيكولادزه (29 يوليو 1855 - 24 مايو 1940) كانت عالمة أحياء ومعلمة جورجية. كانت من أوائل النساء اللاتي درسن في الخارج، إذ حصلت على شهادة في علم التربية وأدخلت أساليب التدريس المتقدمة إلى جورجيا. في عام 1886، أسست مدرسة للبنات، ثم مدرسة داخلية للسيدات، في ديدي جيكايشي. في المدرسة، أدخلت عملية إنتاج الحرير من دودة القز إلى البلاد وعلمت طلابها الحياكة والنسج. في مسيرتها المهنية اللاحقة، شغلت منصب رئيسة مجلس إدارة المدرسة في مدينة بوتي من عام 1894 حتى عام 1912. تُذكر لمساهماتها في التعليم ويحمل اسمها أحد الشوارع في تبليسي.

## حياتها المبكرة
وُلدت أولغا ألكساندر أسولي غوراميشفيلي (أولغا ابنة ألكسندر غوراميشفيلي) في 29 يوليو عام 1855 في أفشالا السفلى، إحدى الضواحي الشمالية لتفليس (المعروفة بعد عام 1936 باسم تبليسي)، في النيابة الملكية على القوقاز التابعة للإمبراطورية الروسية، لوالديها كيتيفان تومانيشفيلي وألكسندر غوراميشفيلي. كانت على صلة قرابة بالشاعر الجورجي دافيت غوراميشفيلي، وقريبة أولغا غوراميشفيلي شافشافادزه وابنتها الروحية، التي كانت شخصية أدبية جورجية، متزوجة من اليا شافشافادزه. بعد أن أكملت تعليمها الثانوي، التحقت غوراميشفيلي بمدرسة تفليس الداخلية للنساء. على أمل أن تصبح مدرّسة في علم الزراعة، وبعد الانتهاء من دراستها في المدرسة الثانوية، حضرت محاضرات في علم الأحياء مع البروفيسور تارخنيشفيلي. في ذلك الوقت، كانت فرص الدراسة الجامعية للنساء في الإمبراطورية الروسية ضئيلة، وكانت غوراميشفيلي تحلم بالسفر إلى الخارج لإكمال تعليمها في سويسرا. عارض والدها الفكرة، لكن والدة غوراميشفيلي شجعتها، فحصلت على جواز سفر إفروسين نيكولادزه، الأخت الكبرى لنيكو نيكولادزه، وشقت طريقها إلى زيورخ في عام 1872.
في أوائل سبعينيات القرن التاسع عشر، كانت سويسرا مكانًا لتجمع الثوار الروس الذين كانوا يبشرون بالمذهب الاشتراكي. كانت غوراميشفيلي إحدى أوائل النساء الجورجيات اللاتي درسن في الخارج، فانخرطت في الحركة الطلابية وأصبحت ناشطة مع الطالبات الجورجيات الأخريات مثل فيفو إليوزيشفيلي وإيكاترين ميليكيشفيلي وبيلاجيا ناتسفليشفيلي وإيكاترين «كاتو» وأولمبياد يوك ومريم تسريتيلي. عندما أسس جورجي تسيريتيلي منظمة تعرف باسم جمعية يوك، بدعم من سيرجي ميسكي ونيكو نيكولادزه في عام 1873، أصبحت غوراميشفيلي عضوًا في المجموعة. كان هدفها المعلن هو أن يدرس الطلاب في الخارج العقيدة الاشتراكية لتحرير وطنهم وتشكيل دولة جمهورية. في عام 1874، أصدر النظام القيصري مرسومًا يقضي بمغادرة الطالبات جامعة زيورخ والعودة إلى أوطانهن. بدلًا من ذلك، غادرت غوراميشفيلي مع نيكو للدراسة في جامعة جنيف، حيث أصبح أعضاء جمعية يوك أكثر ارتباطًا بالفلسفات الراديكالية للنخبة المثقفة في أوروبا الغربية وروسيا.

## حياتها المهنية
بعد عودتها إلى جورجيا في عام 1875، بدأت غوراميشفيلي العمل في المدرسة الداخلية للبنين التي يديرها ياكوب غوجيباشفيلي. في البداية، عارض المدرّسون الآخرون توظيف امرأة، لكن، سرعان ما نال تدريبها إعجابهم. في نفس الوقت تقريبًا، عاد نيكو، الذي كان يعيش بين باريس وتفليس منذ عام 1871، إلى جورجيا وأسس عددًا من الدوريات الثورية وكتب لها. بعد التدريس في المدرسة الداخلية لمدة خمس سنوات، غادرت غوراميشفيلي في عام 1880 ورافقت نيكو عندما تم القبض عليه ونفيه إلى ستافروبول، رغم أنه لم يمتنع عن أنشطته المتطرفة في النشر. في عام 1881، انتقلا إلى سانت بطرسبرغ، رغم عدم تمكنهما من الزواج. كان الطلاق عملية صعبة في تلك الفترة وتتطلب الحصول على إذن من المجمع المقدس. انفصل نيكو عن زوجته آنذاك زيميانسكايا رسميًا في أوائل صيف عام 1883، وفي 29 يوليو، تزوج غوراميشفيلي في كنيسة كاشفيتي في تفليس. في العام التالي، ولدت ابنتهما روسودان (1884-1981) في سانت بطرسبرغ.
في عام 1886 أو 1887، انتقلت العائلة إلى ديدي جيكايشي، (المعروفة أحيانًا باسم ديدي-دجيخايشي)، في منطقة إيميريتي في جورجيا الغربية. افتتحت غوراميشفيلي مدرسة للبنات وأدخلت أساليب تدريس جديدة، وأحضرت معلمين من تفليس للمساعدة في تطوير أفكارها. كانت إحدى هؤلاء نينو تكيشيلاشفيلي، التي عينتها مدرّسةً للغة الروسية. وُلد ابنيهما الآخرين، جورجي (1888–1931) وتمار (1892–1939) خلال هذا الوقت. في عام 1894، افتتحت مدرسة داخلية للنساء، التي ركزت على العلوم الزراعية. أحضرت ديدان القز من مدينة ليون، فرنسا، وعلّمت طالباتها إنتاج الحرير من دودة القز بالإضافة إلى الحياكة الآلية والنسج. في وقت لاحق من ذلك العام، انتقلوا إلى بوتي، حيث شغل نيكو منصب عمدة المدينة حتى عام 1912. في أثناء إقامتهم في بوتي، واصلت غوراميشفيلي تركيزها على التعليم، حيث عملت رئيسةً لمجلس إدارة المدرسة.
بحلول عام 1916، كان نيكو يعمل في سانت بطرسبرغ، بعد أن تولى منصبًا في مجلس إدارة مجلة روسكايا فوليا (الحرية الروسية)، وهي مجلة رائدة ذات توجهات يسارية. عندما بدأت ثورة فبراير، دعمت الأسرة على الفور إنشاء اللجنة المؤقتة لمجلس الدوما وبدأت الابنتان العمل مشغلتي هواتف للقيادة السوفيتية الجديدة. في الربيع، عاد نيكو مع غوراميشفيلي إلى تفليس، حيث أصبح أحد مؤسسي الحزب الوطني الديمقراطي. في 5 سبتمبر، غادرت روسودان بيتروغراد التي أعيدت تسميتها حديثًا مع ابنها للعودة إلى منزل العائلة في ديدي جيكايشي والابتعاد عن اضطرابات الثورة. بدأت تعمل مدرّسة في المدرسة الداخلية التي أسستها والدتها. عندما حصلت جورجيا على استقلالها في عام 1918، أصبح نيكو عضوًا في السلطة التأسيسية وخدم حتى عام 1921. عندما غزا السوفييت جورجيا، انتقلت العائلة إلى لندن لمدة ثلاث سنوات، قبل أن تعود إلى تفليس، حيث توفي نيكو في عام 1928.

## وفاتها وإرثها
توفيت غوراميشفيلي في 24 مايو 1940 في تبليسي. في عام 1957، نُقل رفاتها إلى مدينة متاتسميندا الجنائزية حيث دفن زوجها نيكو. يُذكر أنها إحدى أوائل النساء الجورجيات اللاتي درسن في الخارج وأدخلن علم التربية إلى جورجيا. هناك أكثر من 7,000 من الرسائل المتبادلة ما بين غوراميشفيلي ونيكولادزه موجودة ومحفوظة ضمن أرشيف في الولايات المتحدة. نُشر جزء صغير منها تحت اسم «بيشو تيبي» بواسطة آي. إيه. ميسخي. في عام 2018، أعاد مجلس مدينة تبليسي تسمية قسم من شارع تيودور أفاناسييف في منطقة إيساني في المدينة تكريمًا لها. أصبحت ابنتها روسودان كيميائية وتزوجت المؤرخ الروسي ميخائيل بوليفكتوف. أصبح جورجي عالم رياضيات معروفًا. أصبحت تمار أكاديمية وعالمة فسيولوجية وإحدى أوائل النساء في جورجيا اللاتي شاركن في الأحداث الرياضية الدولية؛ تزوجت نيكولوز موسكيليشفيلي، وهو أحد زملاء جورجي.